# Grodzisko (Tyniec)
Grodzisko (282 m) – wzgórze w Krakowie, w Dzielnicy VIII Dębniki. Wznosi się około 70 m nad poziomem przepływającej tuż obok Wisły. Położone jest na terenie Bielańsko-Tynieckiego Parku Krajobrazowego.
Stanowi najbardziej na zachód wysunięte wzniesienie Wzgórz Tynieckich. Wraz ze znajdującymi się na drugim brzegu Wisły Skałkami Piekarskimi tworzy przełom zwany Bramą Tyniecką. Grodzisko zbudowane jest z uławiconych wapieni zawierających krzemienie. W szczytowych partiach wapienie te przechodzą w wapienie skaliste bez krzemieni. Przy ścieżce powyżej niewielkiego kamieniołomu w wapieniach skalistych odsłaniają się ciemnoszare, miejscami prawie czarne epigenetyczne naskorupienia krzemionki.
Na wzgórzu znajdują się ślady długo istniejącego grodziska, którego najstarsze pozostałości pochodzą z okresu kultury łużyckiej (badania archeologiczne prowadził tu Gabriel Leńczyk w połowie XX wieku). Z wzgórzem tym związana jest legenda o Walgierzu Wdałym i Helgundzie, istnieją przypuszczenia, że to wzgórze było ośrodkiem rodowym Starżów-Toporczyków.
Obniżony podmokły środek wzgórza, gdzie niegdyś znajdować się miał staw (zasypany ok. 1850), zwany był Tańculą, jako miejsce zabaw. W przeszłości wzgórze było terenem rolniczym, z czasem, po zaniechaniu upraw, porosło lasem.
U południowo-zachodnich podnóży Grodziska znajduje się Schronisko pod Grodziskiem, u zachodnich nieczynny kamieniołom Grodzisko.

## Szlaki turystyczne
zielona pętla z opactwa benedyktynów w Tyńcu przez Wielkanoc, Uroczysko Kowadza, Dużą Kowodrzę, rezerwat Skołczanka, Ostrą Górę, Grodzisko i dalej brzegiem Wisły, aż do opactwa benedyktynów. Odległość około 8 km.

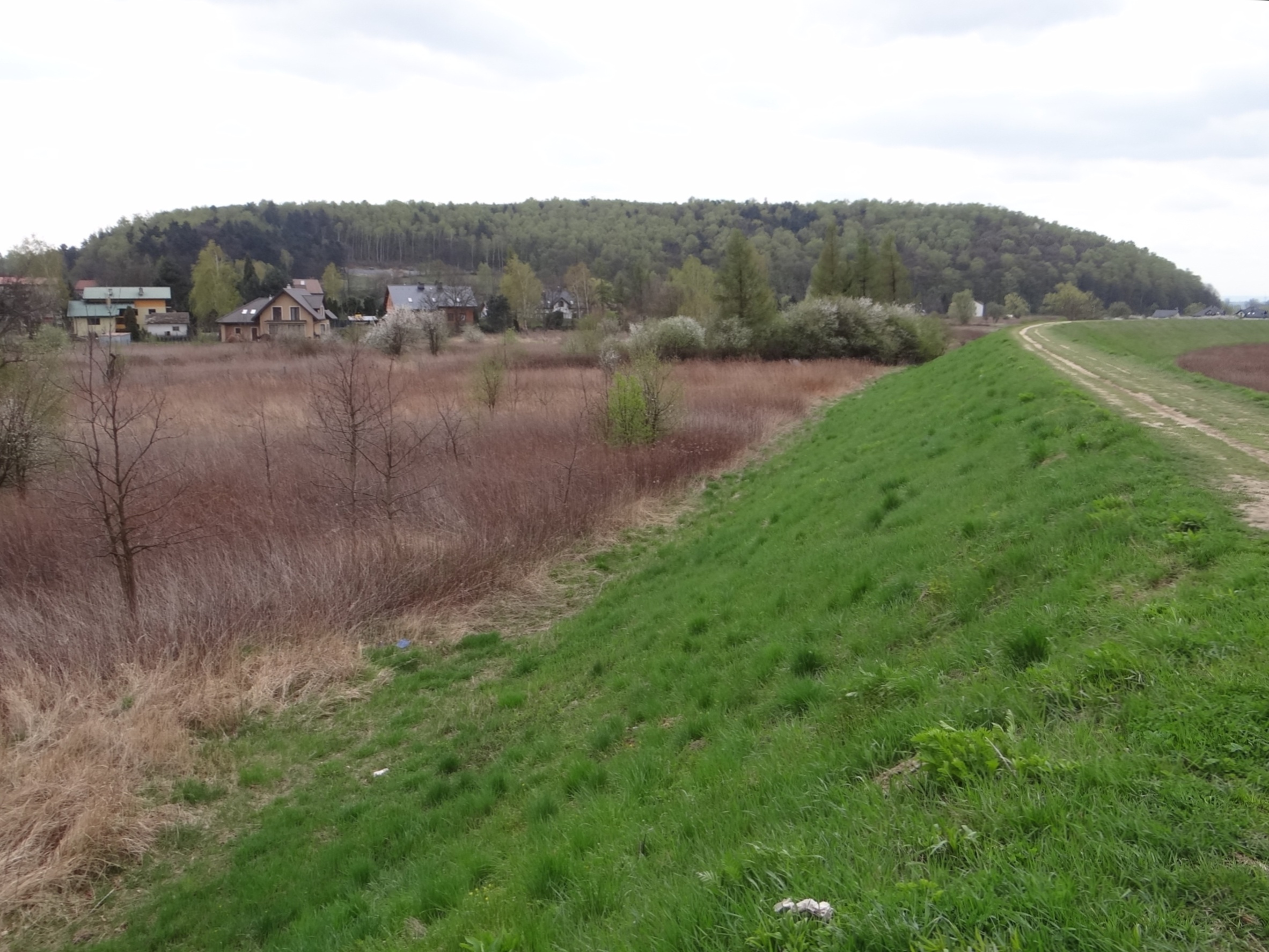
Widok na Grodzisko z wałów wiślanych
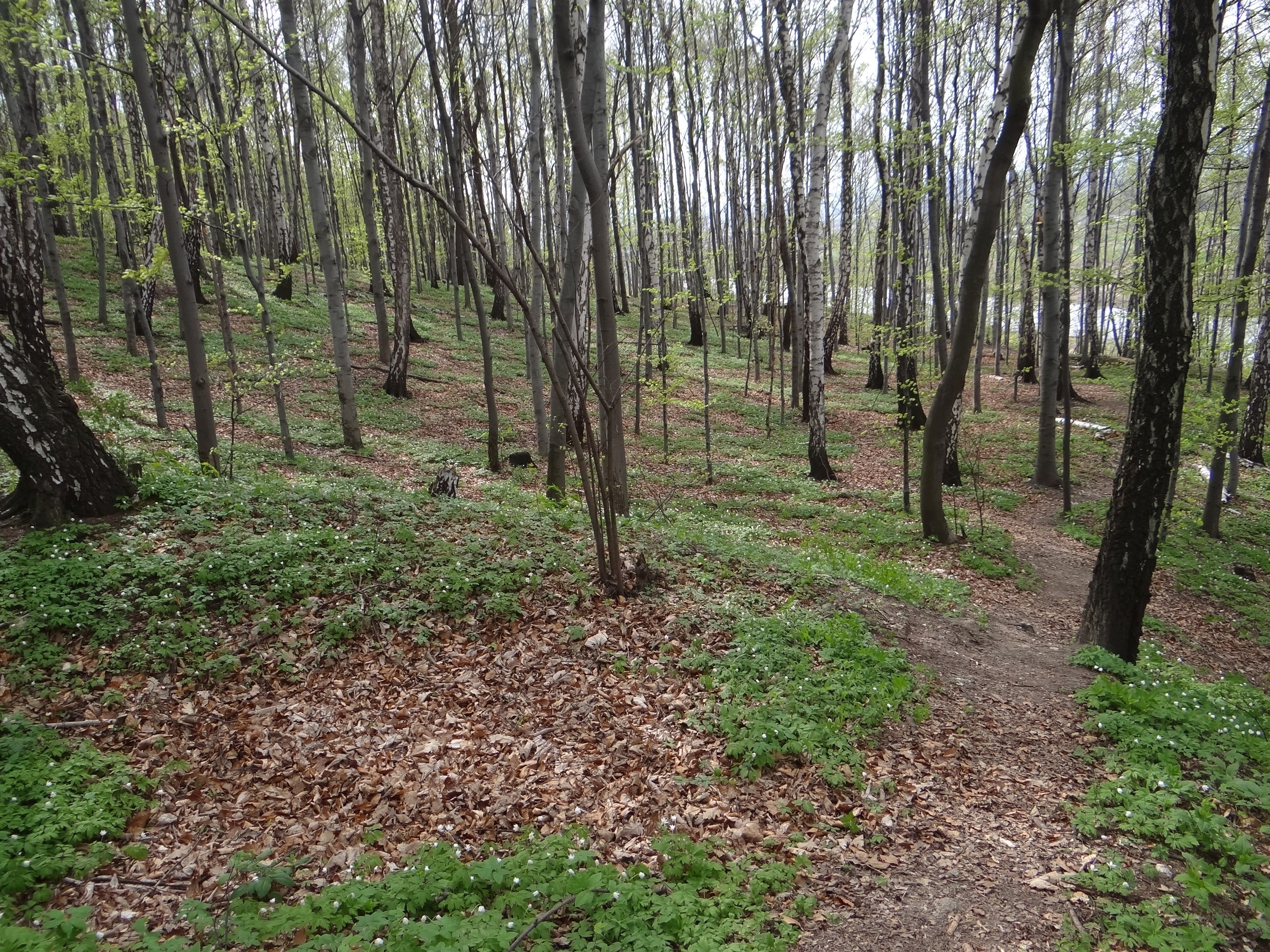
Grodzisko wiosną
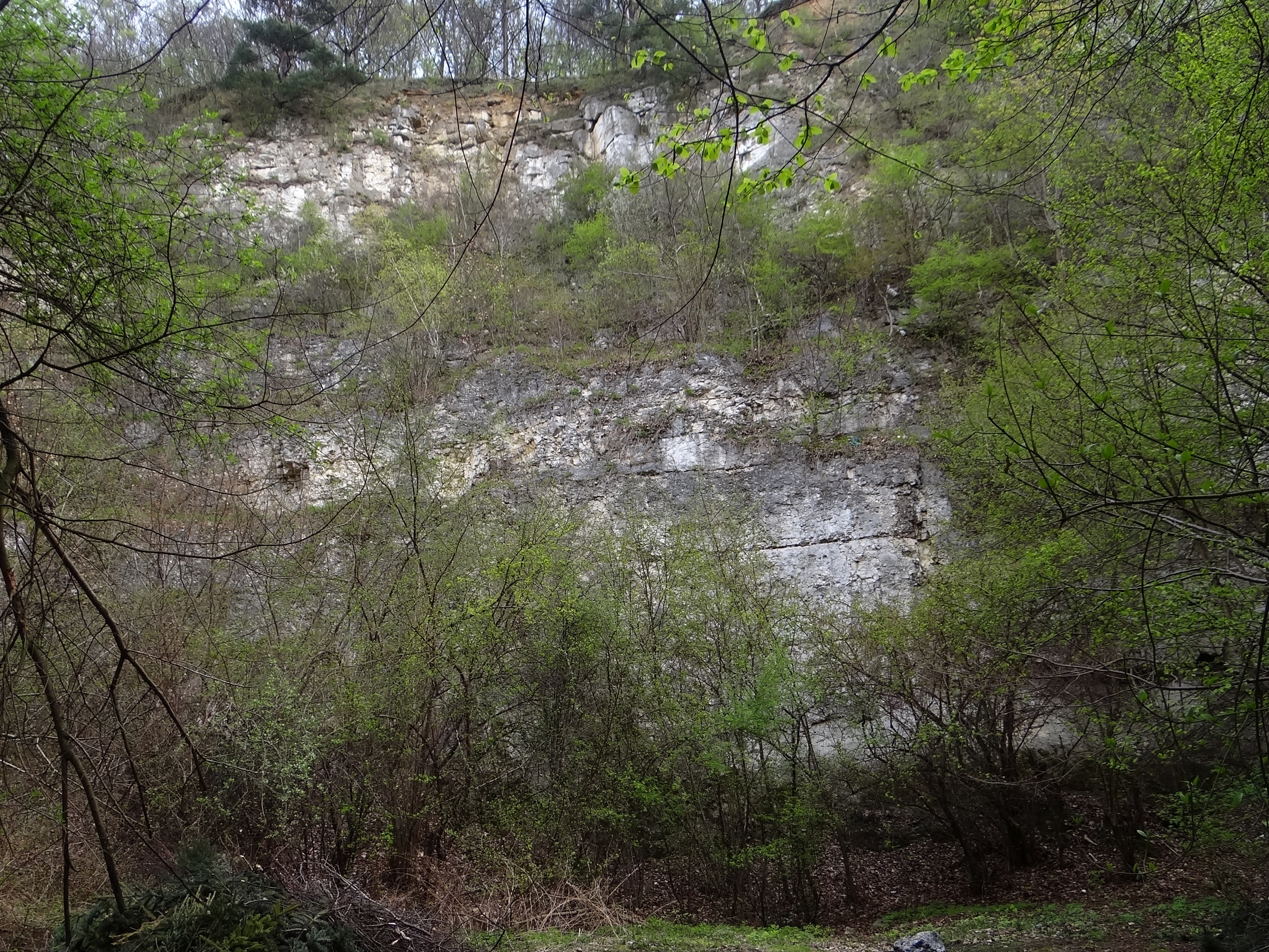
Kamieniołom w Grodzisku